# 羟基乙腈
羟基乙腈，也稱作乙醇腈，是一種化學式為HOCH2CN的有機化合物，是甲醛的衍生物，也是最簡單的羟腈。羟基乙腈很容易分解為甲醛及氰化氫，是一種極危险物质（extremely hazardous substance）。2019年1月，天文学家在太空发现了可能是生命的建材的羟基乙腈。

## 制备和反应
羟基乙腈可以由甲醛和氢氰酸在酸性条件下反应而成，由碱催化。在pH 7.0以上的碱性条件下，羟基乙腈会聚合。由于聚合产物是胺，这是一个自催化反应。
羟基乙腈和氨反应，形成氨基乙腈，可以被水解成甘氨酸：
HOCH2CN  +  NH3   →   H2NCH2CN  +  H2O
H2NCH2CN  + 2 H2O   →   H2NCH2CO2H  +  NH3
工业上重要的螯合物 EDTA就是由羟基乙腈和乙二胺反应，在水解形成的四腈而成。氨三乙酸的制备方法类似。

## 外部連結
- FORMALDEHYDE CYANOHYDRIN （页面存档备份，存于）